# Preciziei (stație de metrou)
Preciziei (denumită Industriilor până în 2009)  este o stație de metrou din București, situată în zona industrială a cartierului Militari. Pe lângă Stația Preciziei trece linia de tramvai 25, dar, suprateran. 
Numele stației a fost schimbat în 2009 în urma unor dezbateri publice, la care au participat locuitori ai Capitalei și Agenția pentru Strategii Guvernamentale.

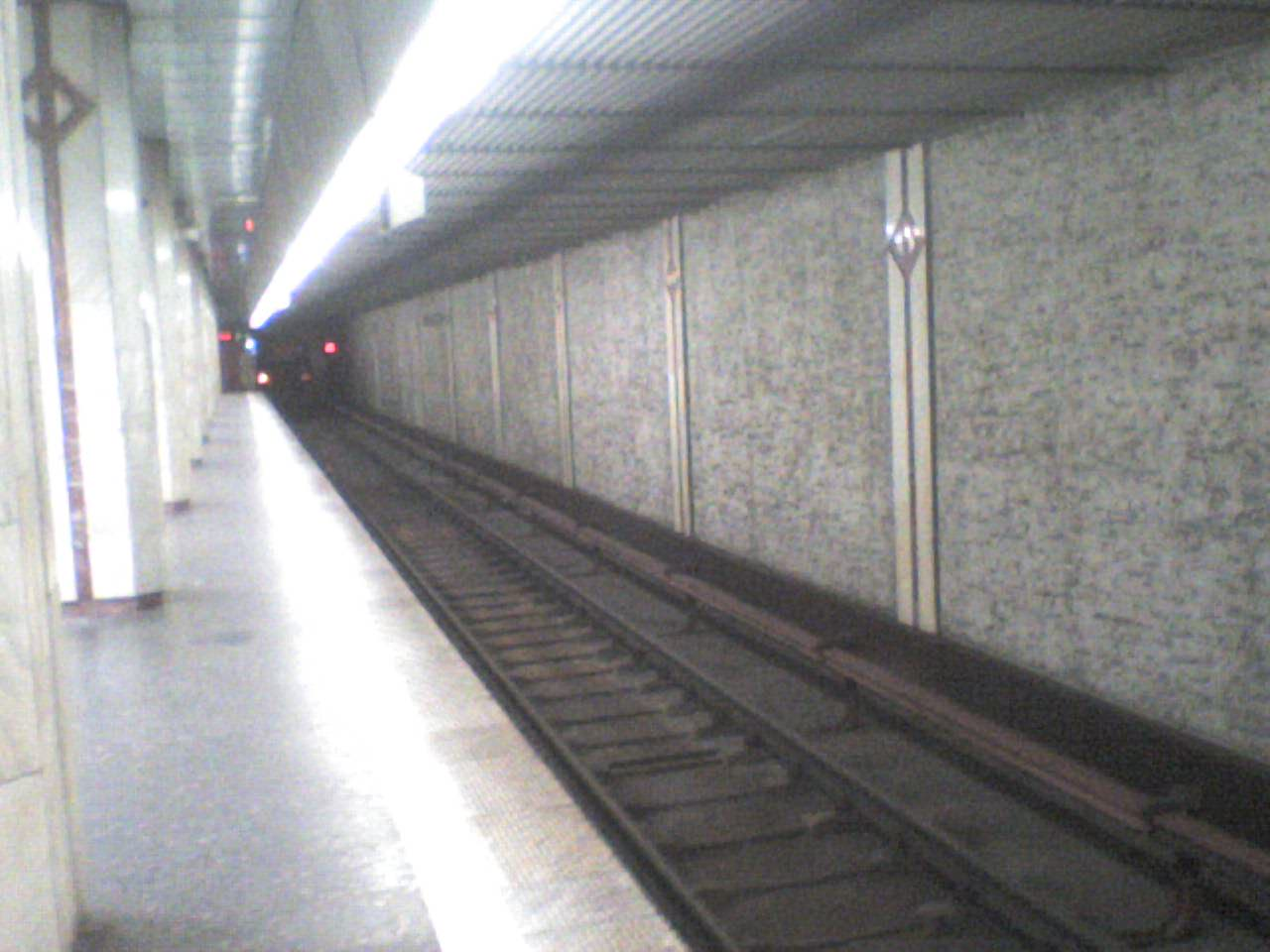
Platformă